# Giovanni Teutonico (scultore)
Giovanni Teutonico (Salisburgo, ... – Terni, 1492) è stato uno scultore austriaco.

## Biografia
Giovanni di Arrigo da Salisburgo, detto Giovanni Teutonico (Johannes Teutonicus), fu uno scultore ed intagliatore attivo soprattutto nell'Italia centrale nella metà del Quattrocento. Svolgeva la sua opera in modo itinerante. Nel 1457 fu documentato a Firenze, dove intagliò un Crocifisso collocato nella chiesa di San Jacopo Soprarno.

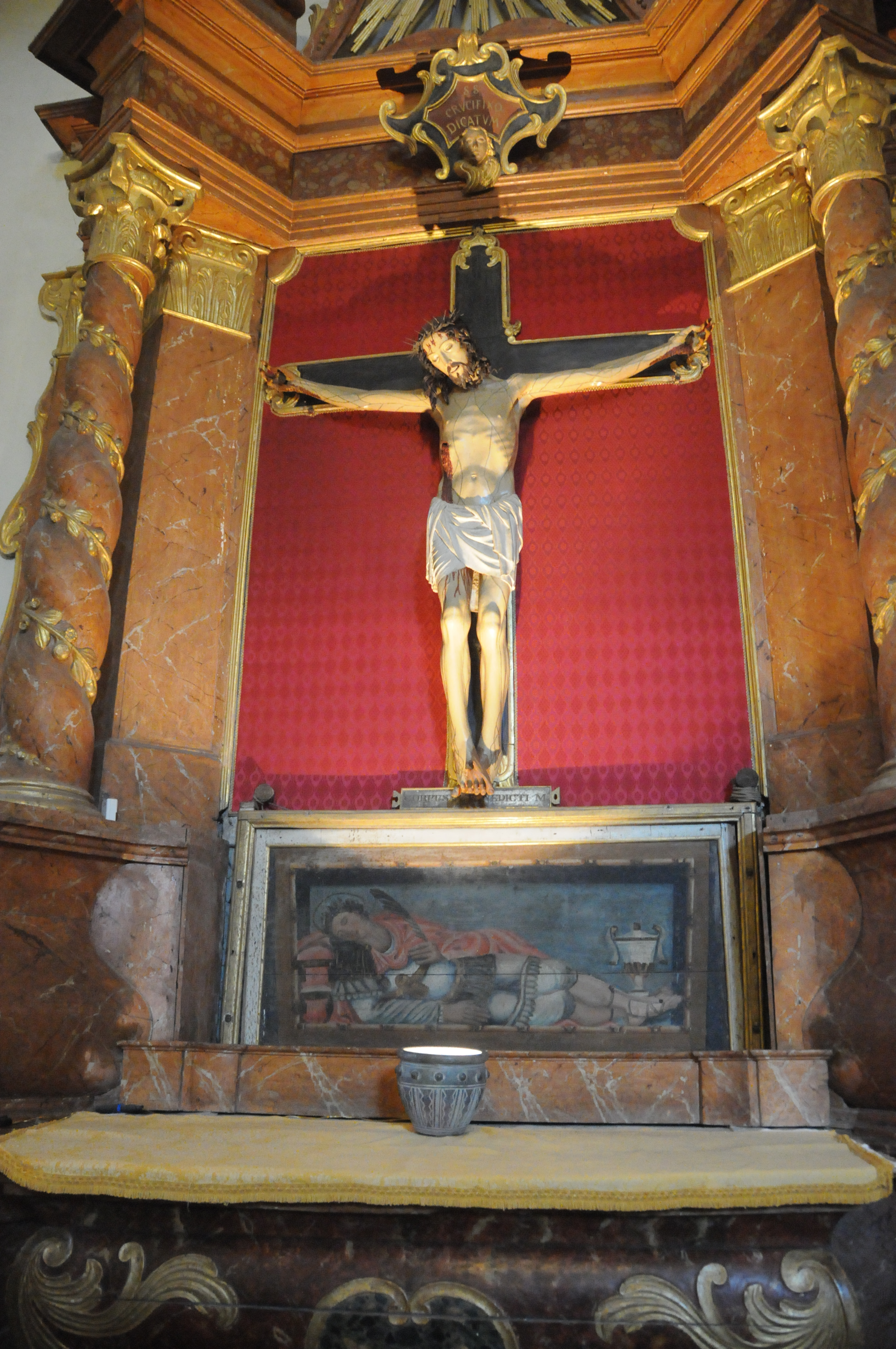
Giovanni Teutonico, Crocifisso ligneo, Norcia, Concattedrale di Santa Maria Argentea.

A Terni organizzò un attrezzato laboratorio di intaglio e qui morì nel 1492.

## Opere
- Crocifisso, legno policromo, seconda metà del XV secolo, Perugia, chiesa di Santa Maria di Monteluce;[3]
- Crocifisso, legno policromo, 1494, Norcia, concattedrale di Santa Maria Argentea, danneggiato dal terremoto del 2016 e recentemente restaurato;[4]
- Crocifisso, legno policromo, 1474-1480, Faenza, cappella del Crocifisso del Duomo;[5]
- Crocifisso, legno policromo, metà del XV secolo, Capro di Bevagna, Chiesa dell'Annunziata;[6]
- Crocifisso, legno policromo, 1446, Pordenone, Chiesa del Cristo.[7]